# Massacre de Combeauvert
Le massacre de Combeauvert s'est déroulé le 9 juin 1944 à Janaillat, commune du département de la Creuse et de la région Limousin, à la limite de la commune de Thauron. 31 maquisards y ont été exécutés, et deux autres résistants ont été tués à proximité, ce qui porte le total à 33 victimes.

## Contexte historique
Après le débarquement en Normandie et la "libération" de la ville de Guéret, des maquisards ont croisé une colonne allemande qui remontait vers le Nord pour renforcer le front de Normandie. Un officier allemand aurait été tué par les maquisards, ce qui aurait déclenché la fureur des Nazis de la Panzerdivision Das Reich. À proximité du lieu-dit le "Poteau de Combeauvert", la colonne allemande aurait également croisé un médecin du secteur qui revenait d'une intervention. Celui-ci leur aurait fait un geste significatif leur démontrant qu'ils seraient les perdants à terme de cette guerre. Des maquisards qui étaient dans un camion auraient été arrêtés et exécutés de manière atroce. Certains n'ont pu être identifiés car ils n'avaient pas été simplement fusillés mais bien "massacrés".

### La divisionDas Reich

Insigne de la 2e SS Panzer Division Das Reich

Au début de 1944, après avoir subi de lourdes pertes sur le front de l'Est, la 2e division blindée SS Das Reich, sous le commandement du Gruppenführer Heinz Lammerding, est regroupée dans la région de Montauban, pour être reformée en prévision d'un débarquement allié quelque part sur le front Ouest. Elle est composée de 18 000 hommes appuyés de blindés légers et de chars.
Cette division présente les quatre critères déterminants pour devenir les auteurs de massacres en France, tels que définis par Peter Lieb : ses membres sont imprégnés par l'idéologie nationale-socialiste, ils ont combattu sur le front de l'Est, se perçoivent comme une unité militaire d'élite, et ont déjà participé à des opérations de lutte contre les partisans.
Au lendemain du débarquement de Normandie, la division Das Reich reçoit l'ordre de se positionner entre Tulle et Limoges pour y réduire les maquis qui, depuis l'annonce du débarquement allié, ont intensifié des actions de sabotage et de harcèlement des garnisons allemandes. C'est le régiment Der Führer qui est chargé de préparer l'arrivée de la division.
La lutte contre les partisans est régie par des ordres émis début 1944, connus sous le nom d’ordonnance Sperrle, du nom du maréchal, adjoint au haut commandement de l'Ouest. Selon ces ordres, la troupe est tenue de riposter immédiatement aux attaques terroristes en ouvrant le feu. Si des civils innocents sont touchés, c'est regrettable, mais la responsabilité en incombe exclusivement aux terroristes ; les zones doivent être bouclées et tous les habitants, quels qu'ils soient, arrêtés ; les maisons qui ont abrité des partisans doivent être incendiées. L'ordonnance précise qu'« il ne faut punir que le chef manquant de fermeté et de résolution car il menace la sécurité des troupes qui lui sont subordonnées et l'autorité de l'armée allemande. Face à la situation actuelle, des mesures trop sévères ne peuvent entraîner de punitions pour leurs auteurs ». Les ordres particuliers du commandant de la division apportent des précisions tactiques : « Les forces de la Résistance doivent être anéanties par des manœuvres d'encerclement ». Le 5 juin 1944, le général Lammerding fait approuver par sa hiérarchie un programme répressif qui reprend les mesures mises en œuvre en Europe de l’Est et à l'arrière du front dans la lutte contre les partisans à partir de 1941. Ce programme prévoit notamment des actions de contre-propagande et de discrimination, « actions ayant pour but de monter la population contre les terroristes » ; il prévoit aussi des arrestations massives et préventives, l'occupation de localités et le ratissage de zones, la réquisition de véhicules. Il précise enfin « l'annonce et l'exécution de la disposition que, pour chaque Allemand blessé et pour chaque Allemand tombé, 10 terroristes seront pendus (et non fusillés). L'exécution par pendaison n'est pas usuelle dans la justice française. Par son application aux terroristes, ceux-ci seront discriminés et exclus de la communauté du peuple français ».

## Description
- Certaines informations devraient être mieux reliées aux sources mentionnées dans la bibliographie ou les liens externes. Améliorez sa vérifiabilité en les associant par des références. (Marqué depuis juillet 2016)
- Elle doit être recyclée. La réorganisation et la clarification du contenu sont nécessaires. (Marqué depuis juillet 2016)

Le 9 juin 1944, la commune de Janaillat subit la répression d'un bataillon du 4e régiment de Panzergrenadier Der Führer appartenant à la Panzerdivision Das Reich de la Waffen-SS, responsable par la suite des massacres de Tulle et d'Oradour-sur-Glane, en route vers la Normandie : trente et un jeunes maquisards sont exécutés au lieu-dit Poteau de Combeauvert.
La division Das Reich se dirigeait vers Guéret qui avait été libéré prématurément.
La Gasne du clos commune de Montboucher
La division Das Reich venant de Limoges est retardée à Sauviat-sur-Vige par la destruction d'un pont sur la Vige. Ils massacrent à la Gasne du Clos trois résistants de la compagnie Chaumeil.
Bourganeuf
Furieux d'avoir eu un officier blessé, les Allemands réunissent sur la place tous les hommes présents dans Bourganeuf, y compris le curé, puis les enferment comme otages dans le garage Truffy, avenue Turgot. Le maire de Bourganeuf, François Graux, Alsacien parlant très bien l'allemand, négocie pendant des heures leur libération, qu'il obtient finalement, une fois l'officier allemand soigné.
Combeauvert
Ensuite, la division Das Reich prend la direction de Guéret et, renseignée par les avions, tend un piège au carrefour de la route de Guéret et celle allant de Pontarion à Janaillat, près de Combeauvert.
- Un premier camion venant de La Chapelle-Taillefert transportant du charbon de bois pour les gazogènes des résistants est arrêté.
- Ensuite deux véhicules de résistants d'Aubusson et de Vallières qui par Pontarion se dirigeaient vers le PC des FFI à Bellesauves pour rejoindre le maquis sont arrêtés.
- Un camion ramenant des FTP ayant participé à la libération de Guéret puis de La Souterraine battaient en retraite pour rejoindre leur base de Royère. Ils emmenaient avec eux deux prisonniers allemands et une auxiliaire de la Kommandantur. Ils furent arrêtés et tous tués en arrivant au poteau de Combeauvert par les SS embusqués.
- Leur chef Helmut Kämpfe , capturé en revenant de Guéret pour participer à la reprise de la ville par la résistance de Albert Fossey-François et de Roger Cerclier est capturé par un groupe de FTP du colonel Georges Guingouin le sergent Jean Canou près de Sauviat-sur-Vige, est exécuté quelques jours plus tard. En traversant la nationale 141 à Moissannes se dresse un menhir réalisé par l'artiste Sanfourche, pour rappeler la capture de l'officier allemand[8].

## Mémoire
Le monument de Combeauvert est érigé pour leur mémoire en 1947 à l'initiative de Prosper Coucaud le maire de Janaillat. La sculpture est de Paul Putois. Il se trouve à l'intersection des D940A et D10.
46° 01′ 49″ N, 1° 48′ 21″ E

## À voir